# وحشي بن حرب
وحشي بن حرب، وحشي بن حرب الحبشي، أبو دسمة مولى طعيمة بن عدي، وقيل مولى جبير بن مطعم بن عدي بن نوفل بن عبد مناف القرشي، قاتل حمزة بن عبد المطلب يوم أحد، وشارك في قتل مسيلمة الكذاب يوم اليمامة، وكان يقول: قتلت خير الناس في الجاهلية وشر الناس في الإسلام.

## خبره قبل إسلامه وقتله لحمزة
جاء في بعض الروايات أن هند بنت عتبة أمرت وحشي بقتل حمزة بن عبد المطلب، ويقول علماء الحديث السنة: إن هذه الروايات لا تصح ومرسلة، وروي عن وحشي أنه قال: «إن حمزة قتل طعيمة بن عدي بن الخيار ببدر فقال لي مولاي جبير بن مطعم إن قتلت حمزة بعمي فأنت حر قال فلما أن خرج الناس عام عينين وعينين جبل بحيال أحد بينه وبينه واد خرجت مع الناس إلى القتال فلما أن اصطفوا للقتال خرج سباع فقال هل من مبارز قال فخرج إليه حمزة بن عبد المطلب فقال يا سباع يا ابن أم أنمار مقطعة البظور أتحاد الله ورسوله صلى الله عليه وسلم قال ثم شد عليه فكان كأمس الذاهب قال وكمنت لحمزة تحت صخرة فلما دنا مني رميته بحربتي فأضعها في ثنته حتى خرجت من بين وركيه».

## إسلامه
بقي وحشي في مكة بعد عتقه حتى فتحها المسلمون، ففر إلى الطائف إلى أن خرج وفد منها للقاء النبي محمد، يقول: «فلما خرج وفد الطائف ليسلموا ضاقت علي الأرض بما رحبت وقلت ألحق بالشام أو اليمن أو بعض البلاد فوالله إني لفي ذلك من همي إذ قال رجل: ويحك! إنه والله ما يقتل أحداً من الناس دخل في دينه.
 فلما قال لي ذلك خرجت حتى قدمت على رسول الله المدينة، فلم يرعه إلا وأنا قائم على رأسه، أشهد شهادة الحق. فلما رآني قال: وحشي ؟
قلت: نعم.
قال: اقعد فحدثني كيف قتلت حمزة. فحدثته كما حدثتكما. فلما فرغت من حديثي قال: ويحك! غيب وجهك عني، فلا أراك. فكنت أتنكب رسول الله حيث كان، فلم يرني حتى قبضه الله.»
وفي صحيح البخاري: فأقمت بمكة حتى فشا فيها الإسلام، ثم خرجت إلى الطائف فأرسلوا إلى رسول الله ﷺ رسولا، فقيل لي: إنه لا يهيج الرسل، قال: فخرجت معهم حتى قدمت على رسول الله صلى الله عليه وسلم، فلما رآني قال : (آنت وحشي). قلت: نعم، قال : (أنت قتلت حمزة). قلت : قد كان من الأمر ما بلغك، قال: (فهل تستطيع أن تغيب وجهك عني). قال: فخرجت.

### رواية أخرى
وعن ابن عباس قال: «بعث رسول الله إلى وحشي بن حرب قاتل عمه حمزه  يدعوه للإسلام فأرسل وحشي قائلا : يا محمد كيف تدعوني وأنت تزعم أن من قتل أو أشرك أو زنى يلق أثاما ويضاعف الله له العذاب يوم القيامة. ويخلد فيه مهانا وأنا صنعت ذلك فهل تجد لي من رخصة ؟
وبعد هذا أنزل الله عز وجل على نبيه قوله تعالى  إِلَّا مَنْ تَابَ وَآمَنَ وَعَمِلَ عَمَلًا صَالِحًا فَأُولَئِكَ يُبَدِّلُ اللَّهُ سَيِّئَاتِهِمْ حَسَنَاتٍ وَكَانَ اللَّهُ غَفُورًا رَحِيمًا  
فقال وحشي هذا شرط جديد ويقصد قوله تعالى ﴿إِلَّا مَن تَابَ وَآمَنَ وَعَمِلَ عَمَلًا صَالِحًا﴾ فلعلي لا أقدر على هذا فأنزل الله قوله عز وجل  إِنَّ اللَّهَ لَا يَغْفِرُ أَنْ يُشْرَكَ بِهِ وَيَغْفِرُ مَا دُونَ ذَلِكَ لِمَنْ يَشَاءُ وَمَنْ يُشْرِكْ بِاللَّهِ فَقَدِ افْتَرَى إِثْمًا عَظِيمًا  
وبعد هذا رد وحشي قائلا يا محمد لا أدري أن يغفر الله لي أم لا؟ فهل غير هذا
فأتاه رد المولى عز وجل  قُلْ يَا عِبَادِيَ الَّذِينَ أَسْرَفُوا عَلَى أَنْفُسِهِمْ لَا تَقْنَطُوا مِنْ رَحْمَةِ اللَّهِ إِنَّ اللَّهَ يَغْفِرُ الذُّنُوبَ جَمِيعًا إِنَّهُ هُوَ الْغَفُورُ الرَّحِيمُ  
فقال وحشي: هذا نعم وأسلم وحشي بن حرب وتاب إلى الله.»

## مشاركته بحرب المرتدين وقتله لمسيلمة
فلما خرج المسلمون في حرب المرتدين انطلق وحشي معهم مستغلا الفرصة وتكفيرا لقتله حمزة بن عبد المطلب وكان ضمن الجيش الذي اتجه إلى مسيلمة الكذاب صاحب اليمامة، فلما بدأت المعركة واشتدت ووصلت للحديقة أخذ وحشي حربته لضرب مسيلمة، وتهيأ رجل آخر من الأنصار، كذلك، فهز وحشي حربته ورماها على مسيلمة فوقعت في عانته، ثم شد عليه الأنصاري فضربه بالسيف، يقول وحشي: فربك أعلم أينا قتله.

## وفاته
توفي وحشي في مدينة حمص ودفن فيها، ويوجد قبر ينسب إليه هو إلى جانبه قبر ثوبان خادم النبي محمد.

## وحشي في السينما والتلفزيون
تم تجسيد وحشي بن حرب في عدة أعمال منها:-
- 1976: فيلم الرسالة عن سيرة الإسلام أخراج مصطفى العقاد وقام بتجسيد دور وحشي الممثل سالم قدارة
- 1983: مسلسل بيوت في مكة قام بدور وحشي الممثل محمود مساعد.
- 2009: فيلم الخوافي والقوادم في نصرة الإسلام وقام بدور وحشي  الممثل محمود السمكري.
- 2007: مسلسل خالد بن الوليد عن قصة حياة خالد بن الوليد بطولة سامر المصري. وقام بدور وحشي بن حرب الممثل سامي بلال.
- 2012: مسلسل عمر عن سيرة عمر بن الخطاب وقام بتجسيد دور وحشي الممثل التونسي زياد التواتي